# Voralthochdeutsche Sprache
Als voralthochdeutsche Sprache bezeichnet man jene Sprachstufe des Deutschen, wie sie etwa zwischen dem 5. und 8. Jahrhundert verwendet wurde. Ihre Vorläufersprache wird allgemein noch als ur- bzw. gemeingermanisch oder westgermanisch bezeichnet. Um 750 wurde diese Sprachform durch die althochdeutsche Sprache abgelöst. 

## Überlieferung
Das Voralthochdeutsche ist nur durch wenige Dutzend Runeninschriften direkt überliefert, eine Untersuchung aus dem Jahre 1997 dokumentiert für ganz Mitteleuropa nur 65 Runenobjekte mit 50 lesbaren Inschriften. Zu diesen sind seitdem einige wenige hinzugekommen, darunter als mit Abstand frühester und wichtigster Fund die Inschrift auf dem Runenkamm aus Erfurt-Frienstedt (3. Jahrhundert, Inschrift entdeckt 2011).
Die dennoch recht genaue Kenntnis des Voralthochdeutschen basiert darum überwiegend auf Rückschlüssen aus dem Althochdeutschen unter genauem Abgleich mit den anderen, früh belegten westgermanischen Sprachen (Altenglisch, Altsächsisch, Altfriesisch). Weitere Aufschlüsse geben Lehnworte aus dem frühesten, merowingischen Fränkisch, einer Variante des Voralthochdeutschen, ins Galloromanische bzw. frühe Altfranzösisch sowie Ortsnamen.

## Mutmaßliche dialektale Gliederung

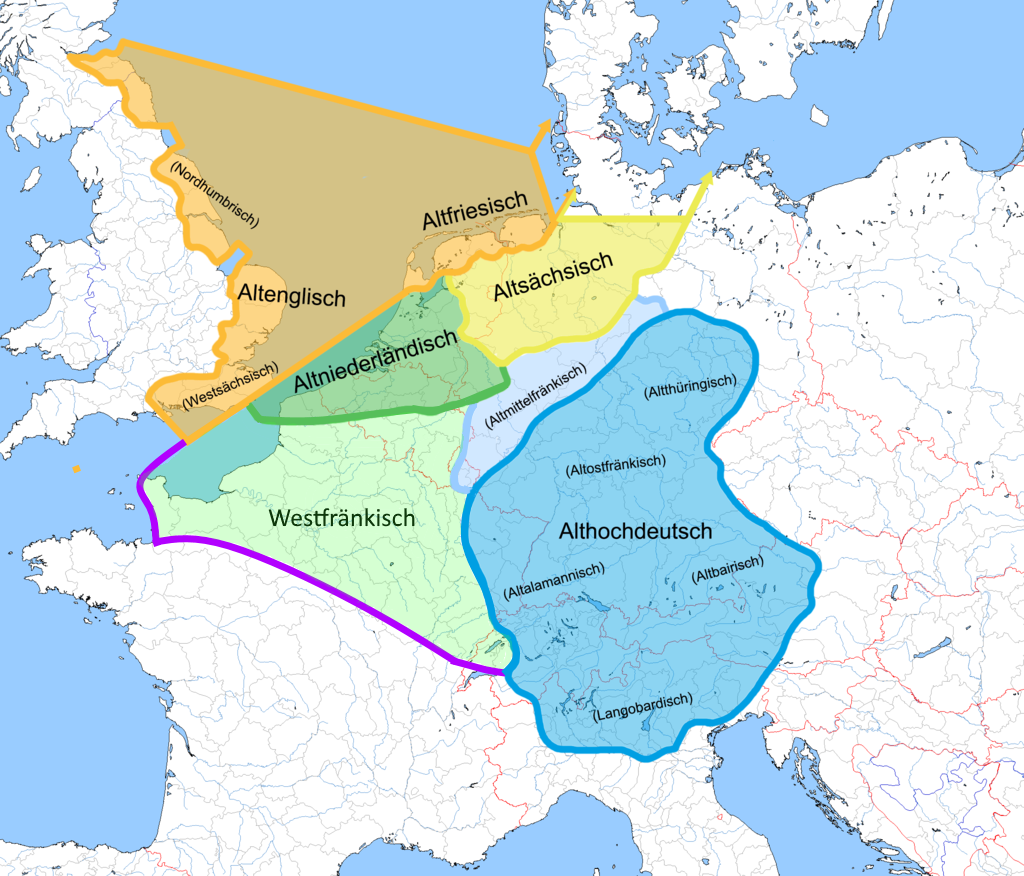
Westgermanische Sprachen um 580 n. Chr.: Das Voralthochdeutsche Gebiet erscheint Blau.

Angesichts der deutlichen dialektalen Gliederung des Althochdeutschen wird allgemein angenommen, dass auch der unmittelbar vorangegangene Sprachzustand nicht homogen war. Untermauert wird diese Annahme durch die politische Situation des 6./7. Jahrhunderts mit klar abgegrenzten und rivalisierenden Stammesherzogtümern im späteren althochdeutschen Sprachgebiet. Die wenigen aus dem 3. bis 7. Jahrhundert erhaltenen westgermanischen bzw. voralthochdeutschen Runeninschriften erlauben indes keine näheren Aussagen über Art und Umfang dieser angenommenen Dialektunterschiede.

## Begriffliche Abgrenzung
Das Voralthochdeutsche gehört zusammen mit dem Nordseegermanischen zu den Varianten des Westgermanischen. Bis zur Zweiten Lautverschiebung des 7. Jahrhunderts war das Voralthochdeutsche selbst noch eine Form der westgermanischen Sprache, ebenso wie das Nordseegermanische dieser Zeit. Aus dem Vergleich der Nachfolgesprachen lässt sich sagen, dass von diesen beiden westgermanischen Varianten das Voralthochdeutsche hinsichtlich Phonologie und Morphologie bis zur Zweiten Lautverschiebung deutlich konservativer war, weil es eine Reihe nordseegermanischer Innovationen nicht mitvollzogen hatte.
Das Voralthochdeutsche wird, insbesondere in etymologischen Lexika, zusammen mit dem gleichzeitigen Altsächsischen auch unter dem Terminus „vordeutsch“ zusammengefasst. Das Altsächsische selbst ist Teil des Nordseegermanischen. Andere Varianten des Nordseegermanischen, insbesondere das Anglo-Friesische, sind dagegen keine Vorformen der deutschen Sprache. Vereinzelt findet sich in der Literatur auch der Begriff „südgermanisch“, insbesondere zur Bezeichnung von Runeninschriften aus dem süddeutschen Raum. Dieser Begriff ist mit dem Terminus „voralthochdeutsch“ weitgehend synonym. Der etwas häufigere Begriff „kontinentalgermanisch“ bezeichnet dagegen Runeninschriften auch aus dem Gebiet der Benelux-Länder, Frankreich und Ostmitteleuropa (nur nicht aus Skandinavien und Großbritannien) und ist insofern weiter gefasst als der Begriff „südgermanisch“ bzw. „voralthochdeutsch“.

## Erforschung des Voralthochdeutschen
Wissenschaftliche Beiträge zum Voralthochdeutschen entstehen überwiegend eher als Nebenprodukt in etymologischen Lexika, in Veröffentlichungen über diachrone Entwicklungen vom Germanischen zum Althochdeutschen sowie in runologischen Beiträgen. Die erste monographische Darstellung des Voralthochdeutschen wurde im Herbst 2013 von dem Münchner Linguisten Wolfram Euler publiziert, eine weitere Gesamtdarstellung des Westgermanischen, dessen südlicher Zweig das Voralthochdeutsche ist, hat der US-amerikanische Linguist Don A. Ringe im Herbst 2014 vorgelegt, wobei der Schwerpunkt auf dem Nordseegermanischen, der nördlichen Variante des Westgermanischen, liegt (The Development of Old English. A Linguistic History of English, vol. II).